# Bonnie G. Smith
Bonnie G. Smith (nascida em 30 de junho de 1940) é uma historiadora feminista americana, atualmente membro do Conselho de Governadores e Professora de História Distinta da Universidade Rutgers, em New Brunswick.  
Bonnie G. Smith nasceu em Bridgeport, Connecticut, em 1940. Smith frequentou o Smith College, onde obteve seu diploma de bacharel em 1962. Mais tarde, ela obteve um doutorado pela Universidade de Rochester em 1976. Desde então, ela recebeu bolsas da Fundação Guggenheim, do Centro Shelby Cullom Davis de Estudos Históricos da Universidade de Princeton, do Conselho Americano de Sociedades Científicas, do Centro Nacional de Humanidades e da Universidade de Rochester . 
Smith elaborou um projeto, co-patrocinado pela Organização de Historiadores Americanos, para integrar o estudo das mulheres em cursos introdutórios de história. Ela fez parte do conselho editorial do French Historical Studies, foi editora e consultora do Feminist Studies e integrou do conselho de editores associados do Journal of Women's History . 
Seu foco principal começou com as histórias do Império Francês na era pós-industrial . Desde então, os interesses de pesquisa de Smith envolvem questões de hibridismo cultural no Ocidente moderno, deficiência de gênero, história das mulheres e de gênero em perspectiva global,  Europa no mundo do século XX e mulheres na história mundial. Bonnie Smith também é casada com Donald R. Kelley, com quem tem três filhos. Kelley é um historiador americano com foco na história intelectual europeia. 
Smith também atuou como roteirista da série Crash Course: História Europeia no Youtube, apresentada por John Green .

## Obras selecionadas
- The Making of the West Concise, coautoria com Lynn Hunt, Thomas Martin e Barbara Rosenwein, 4ª edição (Bedford St. Martin’s, 2013)
- Estudos sobre Mulheres: O Básico" (Routledge, 2013)
- O Gênero da História: Homens, Mulheres e a Prática Histórica  (edição chinesa, 2012)
- A construção do Ocidente: povos e culturas, coautoria com Lynn Hunt, Thomas Martin e Barbara Rosenwein, 4ª edição (Bedford St. Martin's 2012)
- Fontes de encruzilhadas e culturas com Marc Van de Mieroop, Richard von Glahn e Kris Lane (Bedford St. Martins, 2012)
- Encruzilhadas e culturas: uma história dos povos do mundo, coautor com Marc Van de Mieroop, Richard von Glahn e Kris Lane (Bedford St. Martins, 2012)
- Mulheres e gênero na Europa do pós-guerra, coeditora com  pl (Routledge 2012)
- Identidades Descentradas: O Caso dos Românticos, História e Teoria, maio de 2011
- " Mulheres na História Mundial: Uma Visão Geral ", para Clio. Femmes, gênero, história, edição do vigésimo quinto aniversário, janeiro de 2011
- Europa no Mundo Contemporâneo, 1900 até o Presente, 2ª edição (Bloomsbury Academic, 2022)